# Sigi Rothemund
Siegfried Rothemund alias Sigi ou Siggi Götz, né le 14 mars 1944 et mort le 13 janvier 2024 à Minorque, est un réalisateur et scénariste allemand.

## Carrière
Il dirige et écrit sous le nom de Siggi Götz des Lederhosenfilm et des comédies d'exploitation. Il fait cela jusqu'en 1988. Son fils Marc, devenu réalisateur, évoque ce genre du cinéma allemand dans son film Pornorama.
Pour la télévision, il utilise son vrai nom dès 1979 avec la série de Noël Timm Thaler (de), adaptation du roman de James Krüss. Par la suite, il tourne des épisodes de séries policières, notamment Commissaire Brunetti.

## Filmographie

### Réalisateur de cinéma
- 1973 : Chauds les Teutons (de) (Geh, zieh dein Dirndl aus)
- 1974 : Le Feu aux fesses (de) (Alpenglühn im Dirndlrock)
- 1974 : Tiens ta bougie droite (de) (Bohr weiter, Kumpel)
- 1974 : Deux au septième ciel (de) (Zwei im siebenten Himmel)
- 1974 : Julia et les hommes (de) (Es war nicht die Nachtigall)
- 1976 : Was treibt die Maus im Badehaus? (de) ou Drei Bayern in Bangkok
- 1977 : Delicia, ou la croisière des caresses (Griechische Feigen)
- 1977 : Trois Suédoises en Haute-Bavière (de) (Drei Schwedinnen in Oberbayern) (+ Scénario)
- 1978 : Dans la chaleur des nuits d'été (de) (Summer Night Fever)
- 1979 : Cola, Candy, Chocolate (de)
- 1980 : Heiße Kartoffeln (de) (+ Scénario)
- 1980 : Les Folles nuits d'Ibiza (Die schönen Wilden von Ibiza)
- 1982 : Piratensender Powerplay (+ Scénario)
- 1982 : Das kann ja heiter werden (de)
- 1983 : Plem, Plem – Die Schule brennt (de) (+ Scénario)
- 1985 : Drei und eine halbe Portion (de) (+ Scénario)
- 1985 : Big Mäc (de) (+ Scénario)
- 1985 : Die Einsteiger (de)
- 1988 : Starke Zeiten (de)

### Réalisateur de télévision
- 1976 : Gesellschaftsspiele (série télévisée)
- 1979 : Timm Thaler (de) (série télévisée)
- 1980 : Der Floh im Ohr
- 1981 : Silas
- 1982 : Drei gegen Hollywood
- 1982 : Ehe oder Liebe
- 1982 : Dannys Traum
- 1982 : Jack Holborn (+ Scénario) (série télévisée)
- 1985 : Jenseits der Morgenröte (de) (série télévisée)
- 1985 : L'Ami des bêtes (série télévisée)
- 1987 : Der Ochsenkrieg (série télévisée)
- 1987 : Waldhaus (série télévisée)
- 1987-1991 : Hafendetektiv (série télévisée)
- 1989 : Le Témoin de la dernière chance (de) (Affäre Nachtfrost) (+ Scénario)
- 1989-1991 : Peter Strohm (série télévisée)
- 1990 : L'Indésirable (de) (Der Eindringling)
- 1990 : La Femme trompée (Das Haus am Watt)
- 1990 : Mich will ja keiner
- 1990 : Radiostation
- 1991 : Ausgetrickst
- 1992 : Der Millionenerbe (de) (série télévisée)
- 1993 : Liebe ist Privatsache (série télévisée)
- 1993 : Section K3 (de) (série télévisée)
- 1994 : Praxis Bülowbogen (de) (série télévisée)
- 1994 : Glück im Grünen
- 1994 : Tödliches Erbe
- 1994-1995 : Alles außer Mord (de) (série télévisée)
- 1995 : Sans issue (de) (Ausweglos)
- 1995 : Das wilde Mädchen
- 1995 : Le Renard (série télévisée)
- 1995 : Knallhart daneben  (+ Scénario)
- 1996 : Ehebruch - Eine teuflische Falle!
- 1996 : Schlag 12 (série télévisée)
- 1996 : Après nous le déluge (de)
- 1996 : Rapt aux Caraïbes (Tod in Paradies: Blutspur in die Karibik) (+ Scénario)
- 1997 : Die letzte Rettung
- 1997 : Menaces (Joy Fieldings Mörderischer Sommer)
- 1997 : Lebenslang ist nicht genug
- 1997 : Zwischen den Feuern
- 1998 : Frau zu sein bedarf es wenig
- 1998 : Das Finale (de)
- 1998 : Vorübergehend verstorben
- 1998 : Unsere Kinder! - Verschollen im Urlaub
- 1998 : Le Clown (série télévisée)
- 1999 : Gestern ist nie vorbei
- 1999 : Mami, ich will bei dir bleiben
- 2000 : Motocops (série télévisée)
- 2000 : Der Superbulle und die Halbstarken
- 2001 : Opferlamm - Zwischen Liebe und Haß
- 2001 : Bronski und Bernstein (de) (série télévisée)
- 2001 : Ein Vater zum Verlieben (de)
- Depuis 2002 : Commissaire Brunetti (Donna Leon)
- 2002 : Nicht ohne deine Liebe
- 2002 : Anges de choc (Wilde Engel)
- 2002 : Livraison illicite (Maximum Speed)
- 2002 : Rotlicht - Die Stunde des Jägers
- 2003 : Rotlicht - Im Dickicht der Großstadt
- 2003 : Alerte Cobra : Team 2 (série télévisée)
- 2004 : Zwischen Liebe und Tod
- 2004 : Ein einsames Haus am See
- 2005 : Erinnere dich, wenn du kannst!
- 2005-2007 : Ein Fall für den Fuchs (série télévisée)
- 2006 : Commissario Laurenti (série télévisée)
- 2008 : Plötzlich Papa – Einspruch abgelehnt! (série télévisée)
- 2008 : Wenn wir uns begegnen
- 2009 : Commissaire LaBréa - Tod an der Bastille
- 2009 : Sterne über dem Eis
- 2010 : Hochzeitsreise zu viert
- 2010 : Auftrag in Afrika
- 2011 : Die Landärztin (de) (série télévisée)
- 2011 : Mein verrücktes Jahr in Bangkok (de)
- 2011 : Ein Schatz fürs Leben - Abenteuer in Panama (+ Scénario)
- 2012 : Oma wider Willen (de)
- 2012 : Engel der Gerechtigkeit - Brüder fürs Leben
- 2012 : Die Jagd nach dem weißen Gold